# Max Klein
Max Klein (1951 – 23 de agosto de 2024) foi um físico de partículas alemão.
Foi professor da Universidade de Liverpool, onde era catedrático de física de partículas.
Klein obteve um doutorado em 1977 na Universidade Humboldt de Berlim, com a tese Resonanzen als Korrelationsursache in hochenergetischen Vielteilchenreaktionen. De 1973 a 1991 trabalhou no Instituto de Física de Alta Energia em Zeuthen, conduzindo experimentos no Instituto Central de Pesquisas Nucleares de Dubna e, a partir da década de 1980 no DESY e no CERN, e de 1992 a 2006 no DESY. Desde 2006 é professor em Liverpool.
Em 2013 recebeu o Prêmio Max Born.